# LM Ericssongården

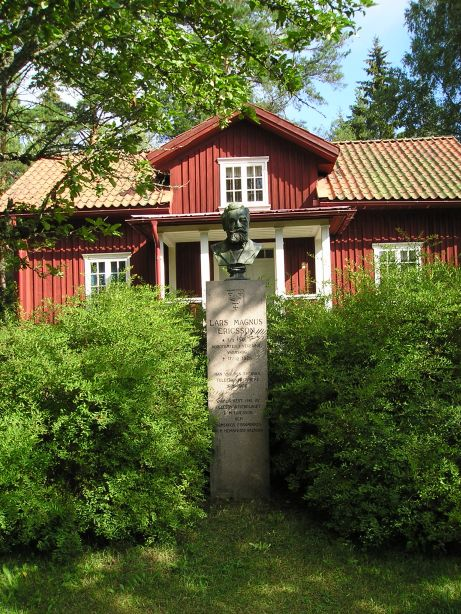
LM Ericssons minnesgård

LM Ericssongården Nordtomta ligger i byn Vegerbol i Värmskogs socken, Grums kommun, Värmland. 
Här föddes Lars Magnus Ericsson den 5 maj 1846. Huset ägs av Värmskogs hembygdsförening och är telemuseum sedan 1961. Det innehåller en fin samling telefoner, främst äldre.
I museet finns en utställning av telefoner och andra apparater från Ericssons tillverkning, till exempel en galvanometer, samt en historik om företaget och Lars Magnus Ericssons liv. I minnesgården finns också autentiska interiörer i köket och kammaren som visar hur ett enklare bondehem i Värmskog från 1800-talets andra hälft.
På gården drev föräldrarna ett litet jordbruk och där föddes nio barn, varav fem uppnådde vuxen ålder. Efter fem år i byns skola kunde Lars Magnus Ericsson läsa och skriva och det blev hans enda formella utbildning[källa behövs]. Fadern, Erik Ersson, var bonde. Han dog 1858 och familjen fick då ekonomiska svårigheter. Lars Magnus Ericsson, som var 12 år vid faderns död, fick arbete vid silvergruvan i Värmskog. Han utbildade sig vid bruk och hos flera smeder, bland annat hos smeden Hult i Gravås. År 1867 flyttade Ericsson till Stockholm. Han praktiserade under tre år hos flera tekniska verkstäder runt om i Europa, bland annat Siemens & Halske i Berlin, och startade sedan en mekanisk verkstad, L.M. Ericsson & Co, i Stockholm 1876.
Lars Magnus Ericsson avled på Hågelby gård söder om Stockholm den 17 december 1926 och ligger begravd på Botkyrka kyrkogård.